# Canal 10 (Asturias)
Canal 10 fue un canal de televisión en abierto español que emitía para Asturias. Pertenecía al grupo editorial Vocento, que también controla el diario gijonés El Comercio. Se integraba en la red de televisiones locales Punto TV.
Su sede se encontraba en Gijón y emitía por el canal 38 de UHF y por Telecable. Tenía una audiencia acumulada mensual de 215 000 espectadores[cita requerida] y su programación se basaba en informativos de proximidad, contenidos deportivos, programas divulgativos y de debate, cine, programación de televenta y programas de videncia y tarot en las madrugadas. Cesó sus emisiones en diciembre de 2021.